# Stoddard (Wisconsin)
Stoddard – wieś w Stanach Zjednoczonych, w stanie Wisconsin, w hrabstwie Vernon.